# 浅野美希
浅野 美希（あさの みき、1972年4月7日 - ）は、上方寄席囃子三味線奏者。「松浪流」師範。

## 来歴
京都市内で看護師をしている時、大蔵流狂言を習い始め、その縁で落語家達と知遇を得、2003年3月14日、寄席三味線のかつら枝代（桂枝雀夫人）に弟子入り。
上方落語協会には所属していないため、天満天神繁昌亭昼席では演奏をしない。
2021年より東京の桂小すみと三味線ユニット「こすみっきー」を結成、落語会などに出演している。